# Umm Suqeim
Umm Suqeim (in arabo ام سقيم‎?), o Umm Suqaim, è un quartiere (o comunità) di Dubai, negli Emirati Arabi Uniti. Si trova nella parte occidentale di Dubai, nella zona di Jumeirah.

## Territorio
Il territorio si sviluppa su un'area di 8,6 km² nella zona occidentale di Dubai lungo la costa del Golfo Persico. È delimitato a nord dalla Umm Al Sheif Street, a ovest dal mare, a sud dalla Umm Suqeim Street e ad est dalla Al Wasl Road.
Il quartiere è diviso in tre sottocomunità:
- Umm Suqeim First, nel settore settentrionale, dalla Umm Al Sheif Street (confine col quartiere di Jumeirah) alla Al Manara Street;[4]
- Umm Suqeim Second, nel settore centrale, dalla Al Manara Street alla Al Thanya Street;[5]
- Umm Suqeim Third, nel settore meridionale, dalla Al Thanya Street alla Umm Suqeim Street (confine col quartiere di Al Sufouh).[6]

Questo quartiere ha una vocazione prettamente turistica ed è caratterizzato da bellissime spiagge, lussuosi hotel, complessi residenziali, centri commerciali nonché diversi parchi pubblici e parchi giochi tematici.
L'attrazione turistica più famosa è senza dubbio il Burj Al Arab, un lussuoso albergo a forma di vela che si erge per oltre 320 metri di altezza su un'isola artificiale subito al largo di Umm Suqiem 3. Quasi di fronte al Burj Al Arab si trova un altro albergo molto noto, il Jumeirah Beach Hotel dalla caratteristica forma di onda, costruito nel 1997 nell'area ove si trovava il vecchio Chicago Beach Hotel edificato negli anni '70.
Le spiagge di Umm Suqeim sono famose fra gli appassionati di sport di tutto il mondo. La più nota è quella di Kite Beach a Umm Suqeim 1, frequentata soprattutto dagli appassionati di surf e kitesurf. Altra spiaggia molto nota è la Sunset Beach a Umm Suqeim 2, alla destra del Burj Al Arab.
Il Wild Wadi Water Park è un parco acquatico che si trova a Umm Suqeim 3 fra il Burj Al Arab e il Jumeirah Beach Hotel. E' dotati di attrazioni adatte a tutte le età con 17 acquascivoli di varia lunghezza e velocità, piscine a onde e simulatori di surf. Alle spalle della spiaggia di Sunset Beach si trova il parco pubblico Umm Suqeim Park attrezzato con un'area giochi per bambini e pista da jogging che ospita il centro di raccolta sostenibile Smart Sustainability Oasis.
Nell'area di Umm Suqeim 1 si trova il circolo della vela Dubai Offshore Sailing Club, il più antico club della vela di Dubai, che fu fondato nel 1974 grazie al patrocinio dello sceicco Rashid bin Saeed Al Maktoum, al tempo sovrano di Dubai e Vicepresidente degli Emirati Arabi Uniti.
Nel quartiere non ci sono fermate della Metropolitana di Dubai, tuttavia esso è servito da diverse linee di superficie: la 8, 81 e 88, nonché dalla linea notturna N55. Tutte queste linee percorrono interamente la Jumeirah Road, anche conosciuta come D94, che attraversa trasversalmente tutto il quartiere di Umm Suqeim.  Inoltre a partire dal novembre 2021 la RTA di Dubai ha avviato un servizio sperimentale di autobus elettrici che effettueranno la spola su un percorso specifico in entrambe le direzioni tra La Mer South, Jumeirah Road, King Salman bin Abdul Aziz Street e la stazione del tram Al Sufouh.